# Danh sách video có nhiều lượt thích nhất YouTube
Bài viết này liệt kê ba mươi video có nhiều lượt thích nhất mọi thời đại trên nền tảng video YouTube. Số lượt thích được thống kê trực tiếp dựa trên số liệu từ địa chỉ đăng tải của video. YouTube đã triển khai bổ sung hai nút thích và không thích trên nền tảng này vào tháng 3 năm 2010, một phần của quá trình thiết kế lại giao diện trang web. Điều này phục vụ như một sự thay thế cho hệ thống đánh giá 5 sao trước đó của họ. Các nhà thiết kế giao diện của YouTube đã nhận thấy hệ thống trước đây không hiệu quả vì các tùy chọn xếp hạng video từ 2 đến 4 sao hiếm khi được chọn mà thường chỉ có 1 hoặc 5 sao.
Video âm nhạc cho bài hát "Party Rock Anthem" của LMFAO là video có nhiều lượt thích nhất YouTube vào năm 2012 với 1,56 triệu lượt thích, cho đến khi MV "Gangnam Style" của Psy vượt qua nó vào tháng 9 năm đó, đạt hơn 1,57 triệu lượt thích. Sau thành tựu này, "Gangnam Style" đã được ghi vào sách Kỷ lục Guinness là video có nhiều lượt thích nhất trên YouTube và trên Internet vào năm 2012. Video của Psy giữ kỷ lục video có nhiều lượt thích nhất YouTube trong gần bốn năm cho đến ngày 27 tháng 8 năm 2016, khi Wiz Khalifa ra mắt "See You Again" với Charlie Puth đã vượt qua nó với 11,21 triệu lượt thích. Chưa đầy một năm sau, vào ngày 25 tháng 7 năm 2017, "Despacito" của Luis Fonsi với Daddy Yankee đã giành vị trí cao nhất với 39.78 triệu lượt thích. Hiện tại, trong số các video có mặt trong danh sách này, "Baby" của Justin Bieber là video có tỷ lệ lượt thích thấp nhất và "Make This Video The Most Liked Video On Youtube" của MrBeast là video có tỷ lệ lượt thích cao nhất. Tính đến tháng 10 năm 2021, chỉ có hai video không phải là video âm nhạc (của MrBeast và Pinkfong) nằm trong danh sách 30 video được thích nhất.
Ed Sheeran, Blackpink và BTS lần lượt có 3, 4, 7 video lọt vào danh sách.  Billie Eilish và Maroon 5 đều có 2 video lọt vào danh sách.

## Danh sách các video hàng đầu
Bảng xếp hạng dưới đây liệt kê 30 video có nhiều lượt thích nhất trên YouTube với tổng số lượt thích được làm tròn xuống đến gần một triệu lượt thích gần nhất, cũng như người đăng tải, tỷ lệ lượt thích tính theo phần trăm và ngày đăng tải gần nhất.
| Hạng                                | Tên video                                         | Người đăng tải / Nghệ sĩ                      | Lượt thích (triệu) | Ngày đăng tải        | Ghi chú |
| ----------------------------------- | ------------------------------------------------- | --------------------------------------------- | ------------------ | -------------------- | ------- |
| 1                                   | "Despacito"                                       | Luis Fonsi ft. Daddy Yankee                   | 54.06              | 12 tháng 1 năm 2017  | [ b ]   |
| 2                                   | "Baby Shark Dance"                                | Pinkfong Kids' Songs & Stories                | 44.40              | 17 tháng 6 năm 2016  | [ c ]   |
| 3                                   | "See You Again"                                   | Wiz Khalifa ft. Charlie Puth                  | 44.00              | 6 tháng 4 năm 2015   | [ d ]   |
| 4                                   | "Dynamite"                                        | BTS                                           | 37.84              | 21 tháng 8 năm 2020  | [ e ]   |
| 5                                   | "Shape of You"                                    | Ed Sheeran                                    | 33.66              | 30 tháng 1 năm 2017  | [ f ]   |
| 6                                   | "How Zach King Gets Away With Doing Graffiti"     | dollarbill (re-uploader), Zach King (creator) | 30.77              | 23 tháng 7 năm 2019  | [ g ]   |
| 7                                   | "Make This Video The Most Liked Video On Youtube" | MrBeast                                       | 30.40              | 17 tháng 1 năm 2019  |         |
| 8                                   | "Gangnam Style"                                   | Psy                                           | 29.42              | 15 tháng 7 năm 2012  | [ h ]   |
| 9                                   | "Boy With Luv"                                    | BTS ft. Halsey                                | 28.80              | 12 tháng 4 năm 2019  | [ i ]   |
| 10                                  | "Faded"                                           | Alan Walker                                   | 28.60              | 3 tháng 12 năm 2015  | [ j ]   |
| 11                                  | "Lovely"                                          | Billie Eilish và Khalid                       | 27.45              | 29 tháng 4 năm 2018  | [ k ]   |
| 12                                  | "Alone"                                           | Marshmello                                    | 25.89              | 2 tháng 7 năm 2016   | [ l ]   |
| 13                                  | "Kill This Love"                                  | Blackpink                                     | 25.78              | 4 tháng 4 năm 2019   | [ m ]   |
| 14                                  | "Baby"                                            | Justin Bieber ft. Ludacris                    | 25.94              | 19 tháng 2 năm 2010  | [ n ]   |
| 15                                  | "How You Like That"                               | Blackpink                                     | 25.02              | 26 tháng 6 năm 2020  | [ o ]   |
| 16                                  | "Ddu-Du Ddu-Du"                                   | Blackpink                                     | 24.10              | 15 tháng 6 năm 2018  | [ p ]   |
| 17                                  | "Butter"                                          | BTS                                           | 23.52              | 21 tháng 5 năm 2021  | [ q ]   |
| 18                                  | "DNA"                                             | BTS                                           | 23.25              | 18 tháng 9 năm 2017  | [ r ]   |
| 19                                  | "Waka Waka (This Time for Africa)"                | Shakira                                       | 23.21              | 6 tháng 4 năm 2010   |         |
| 20                                  | "Believer"                                        | Imagine Dragons                               | 22.22              | 7 tháng 3 năm 2017   |         |
| 21                                  | "Uptown Funk"                                     | Mark Ronson ft. Bruno Mars                    | 22.06              | 19 tháng 11 năm 2014 |         |
| 22                                  | "Girls Like You"                                  | Maroon 5 ft. Cardi B                          | 21.96              | 31 tháng 5 năm 2018  | [ s ]   |
| 23                                  | "Fake Love"                                       | BTS                                           | 21.71              | 18 tháng 5 năm 2018  |         |
| 24                                  | "Idol"                                            | BTS                                           | 21.06              | 24 tháng 8 năm 2018  |         |
| 25                                  | "Señorita"                                        | Shawn Mendes và Camila Cabello                | 21.04              | 21 tháng 6 năm 2019  |         |
| 26                                  | "Mic Drop"                                        | BTS ft. Steve Aoki                            | 20.93              | 24 tháng 11 năm 2017 |         |
| 27                                  | "Ice Cream"                                       | Blackpink và Selena Gomez                     | 20.22              | 28 tháng 8 năm 2020  |         |
| 28                                  | "Taki Taki"                                       | DJ Snake ft. Selena Gomez, Ozuna và Cardi B   | 19.90              | 9 tháng 10 năm 2018  |         |
| 29                                  | "Rap God"                                         | Eminem                                        | 19.79              | 27 tháng 11 năm 2013 |         |
| 30                                  | "Hello"                                           | Adele                                         | 18.97              | 22 tháng 10 năm 2015 |         |
| Tính đến ngày 6-7 tháng 11 năm 2024 |                                                   |                                               |                    |                      |         |

## Các video có nhiều lượt thích nhất trong lịch sử
Bảng xếp hạng dưới đây liệt kê 7 video cuối cùng trở thành video có nhiều lượt thích nhất của YouTube được ghi nhận từ khi nền tảng này triển khai bổ sung hai nút thích và không thích vào tháng 3 năm 2010.
| Tên video                          | Người đăng tải     | Lượt thích | Ngày đăng tải       | Ngày đạt được       | Số ngày nắm giữ | Tham khảo                        | Ghi chú |
| ---------------------------------- | ------------------ | ---------- | ------------------- | ------------------- | --------------- | -------------------------------- | ------- |
| "Despacito"                        | Luis Fonsi         | 16,010,000 | 12 tháng 1 năm 2017 | 25 tháng 7 năm 2017 | 1554            | [ 39 ]                           | [ t ]   |
| "See You Again"                    | Wiz Khalifa        | 11,210,000 | 6 tháng 4 năm 2015  | 27 tháng 8 năm 2016 | 332             | [ 40 ]                           |         |
| "Gangnam Style"⁂                   | Psy                | 1,570,000  | 15 tháng 7 năm 2012 | 13 tháng 9 năm 2012 | 1,444           | [ 42 ] [ nguồn không đáng tin? ] | [ u ]   |
| "Party Rock Anthem"                | LMFAO              | 1,390,000  | 8 tháng 3 năm 2011  | 4 tháng 4 năm 2012  | 162             | [ 46 ]                           |         |
| "Kony 2012"                        | Invisible Children | 1,350,000  | 5 tháng 3 năm 2012  | 17 tháng 3 năm 2012 | 18              | [ 48 ]                           | [ v ]   |
| "Party Rock Anthem"                | LMFAO              | 950,000    | 8 tháng 3 năm 2011  | 3 tháng 11 năm 2011 | 135             | [ 49 ]                           | [ w ]   |
| "Baby"                             | Justin Bieber      | 760,000    | 19 tháng 2 năm 2010 | 6 tháng 7 năm 2011  | 120             | [ 53 ]                           |         |
| "Evolution of Dance"*              | Judson Laipply     | 620,000    | 6 tháng 4 năm 2006  | 31 tháng 3 năm 2010 | 462             | [ 55 ] [ nguồn không đáng tin? ] | [ x ]   |
| Tính đến ngày 28 tháng 11 năm 2020 |                    |            |                     |                     |                 |                                  |         |

1. ↑  Số lượt thích gần đúng của mỗi video khi video đó trở thành video có nhiều lượt thích nhất YouTube

Dòng thời gian của các video có nhiều lượt thích nhất (3/2010 – 10/2020)
Video có nhiều lượt thích nhất (3/2010 – 9/2012)
Video có nhiều lượt thích nhất (1/2012 – 10/2020)